# ルドビカ・ヤコブソン
ルドビカ・ヤコブソン（Ludowika Jakobsson、Ludowika Jakobsson-Eilers、旧姓:アイレルズ、1884年7月25日 - 1968年11月1日）は、ドイツ出身のフィギュアスケート選手。1920アントワープオリンピックペア金メダリスト。1911年、1914年、1923年世界フィギュアスケート選手権ペアチャンピオン。パートナーは夫でもあるウォルター・ヤコブソン。

## 経歴

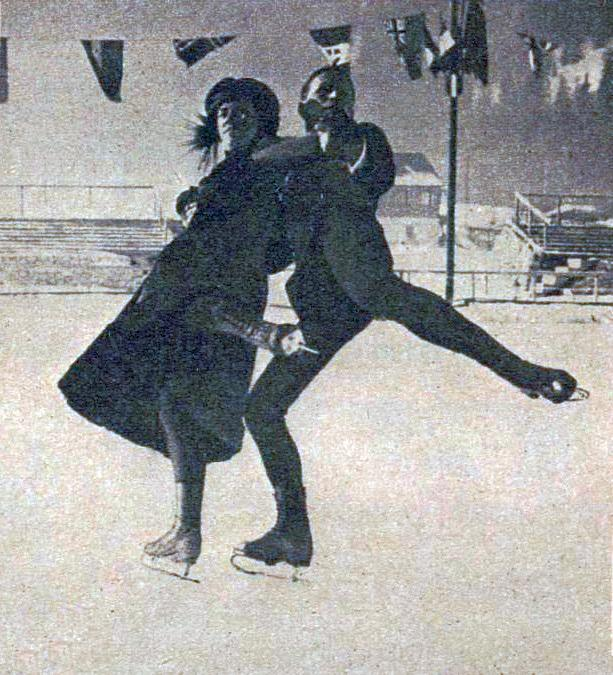
1924

- 1884年7月25日、ドイツポツダムに生まれる。
- 1910年よりフィンランドのウォルター・ヤコブソンとペアを組む。
- 1911年ウォルター・ヤコブソンと結婚。
- 1911年、1914年、1923年世界フィギュアスケート選手権ペア優勝。
- 1920年アントワープオリンピックで金メダルを獲得。
- 1924年シャモニーオリンピックで銀メダルを獲得。

## 主な戦績

### ペア
| 大会/年      | 1909-10 | 1910-11 | 1911-12 | 1912-13 | 1913-14 | 1919-20 | 1921-22 | 1922-23 | 1923-24 | 1927-28 |
| ------------ | ------- | ------- | ------- | ------- | ------- | ------- | ------- | ------- | ------- | ------- |
| オリンピック |         |         |         |         |         | 1       |         |         | 2       | 5       |
| 世界選手権   | 2       | 1       | 2       | 2       | 1       |         | 2       | 1       |         |         |

### シングル
| 大会/年    | 1910-11 | 1911-12 |
| ---------- | ------- | ------- |
| 世界選手権 | 3       | 7       |